# Philogaeus
Philogaeus es un género de arañas cangrejo de la familia Thomisidae. El género se distribuye únicamente en América del Sur.

## Especies
- Philogaeus campestratus Simon, 1895
- Philogaeus echimys Mello-Leitão, 1943